# خاپیا
خاپیا (به اسپانیایی: Cerro Khapia) یک کوه در پرو است که در منطقه پونو واقع شده‌است. خاپیا ۴٬۸۰۹ متر بالاتر از سطح دریا واقع شده‌است.